# Bonel Auguste
Bonel Auguste (né le 6 mars 1973) est un poète, écrivain et animateur littéraire haïtien. Il est notamment connu pour être le présentateur de l'émission littéraire Tournez la page diffusée sur la Radio Nationale d'Haïti (RNH). Originaire de Port-au-Prince, il est souvent décrit comme un "pitit madan kolo", un natif de la capitale haïtienne.

## Biographie
Bonel Auguste a suivi des études en linguistique et en histoire de l'art. Passionné par la poésie, il a fondé l'atelier Dimanche en poésie à la bibliothèque Étoile filante et a animé des séances d'atelier au Vendredi littéraire de l'Université de la Caraïbe.

## Œuvres
En 2000, Bonel Auguste a publié son premier recueil de poèmes, Fas doub lanmò, qui a été salué par Frankétienne, un auteur haïtien de renom. Il est connu pour ses œuvres empreintes de sensualité et de métaphores, souvent considérées comme des réflexions profondes sur la condition humaine. Parmi ses œuvres, on peut citer :
- Dans l'éclatement des premiers soleils (Project'îles, 2024)[2]
- Nan dans fanm (Bas de pages, 2012)[1]
- Dève Lumineuse (Henry Deschamps, 2007) avec des illustrations de Philippe Dodard[1]
- Poème (Nouvelle Revue française 576, janvier 2006)[1]
- Fulgurance (Éditions Mémoire, 2004)[1]
- Fas doub lanmò (Éditions Mémoire, 2000)[1]
- Fulgurance ( Éditions Mémoire, 2004 )[3]

## Distinctions
Son recueil Fulgurance a été particulièrement remarqué par le poète tunisien Tahar Bekri, qui a loué l'usage de la sensualité et des métaphores.
Certains de ses poèmes ont été mis en musique par le compositeur Willy Saint-Louis et joués par des troupes de théâtre au centre culturel Pyepoudre.
En août 2021, Bonel Auguste a participé au lancement du festival Poésies en folie. En mai 2024, il a pris part à la 34e édition du festival Étonnants Voyageurs à Saint-Malo, en France, aux côtés de Makenzy Orcel, Lyonel Trouillot, et Dany Laferrière.

## Résumé
Bonel Auguste est l’une des figures poétiques les plus discrètes mais profondes de la littérature haïtienne contemporaine. Né à Port-au-Prince, il s’est imposé par une œuvre marquée par une grande densité émotionnelle et une écriture exigeante, souvent traversée par les thèmes du silence, de la mémoire, du corps, de l’errance et de la douleur. Poète de l’intériorité, sa parole s’adresse autant à l’âme qu’à l’histoire.
Son recueil Fas Doub Lanmò, publié en 2000 aux Éditions Mémoire, est aujourd’hui considéré comme une œuvre de référence dans le paysage poétique haïtien.
D’autres titres comme Fulgurance (2004), Dève Lumineuse (2007), Un cri Lola (2013), ou Dans l’éclatement des premiers soleils (2024), témoignent d’un parcours où la poésie se fait à la fois exploration existentielle et geste de résistance. 
Bonel Auguste écrit dans un style dépouillé, souvent elliptique, où chaque mot semble pesé, habité. Il appartient à cette lignée de poètes pour qui l’écriture est moins une démonstration qu’un acte de présence au monde, un murmure qui persiste malgré les vacarmes. À travers ses textes, il invite à une lente traversée de soi, au cœur d’un imaginaire haïtien lucide, grave, et résolument humain.